# Kailo (ö)
Kailo är en ö i Finland. Den ligger i Skärgårdshavet och i kommunen Nådendal i den ekonomiska regionen  Åbo ekonomiska region i landskapet Egentliga Finland, i den sydvästra delen av landet. Ön ligger omkring 15 kilometer väster om Åbo och omkring 170 kilometer väster om Helsingfors.
Öns area är 10,3 hektar och dess största längd är 490 meter i sydöst-nordvästlig riktning. Ön höjer sig omkring 10 meter över havsytan. I omgivningarna runt Kailo växer i huvudsak barrskog.